# Prati di Tivo
Prati di Tivo (dal dialetto prati retrivi ovvero prati d'altura) è una località turistica montana della regione Abruzzo, sita alle falde nord-orientali del massiccio del Gran Sasso, alla base del versante settentrionale del Corno Piccolo, in provincia di Teramo, nel territorio del comune di Pietracamela, sede dell'omonima stazione sciistica, posta a 6 km dal centro storico del capoluogo e 40 km da Teramo e ricadente all'interno del parco nazionale del Gran Sasso e Monti della Laga.

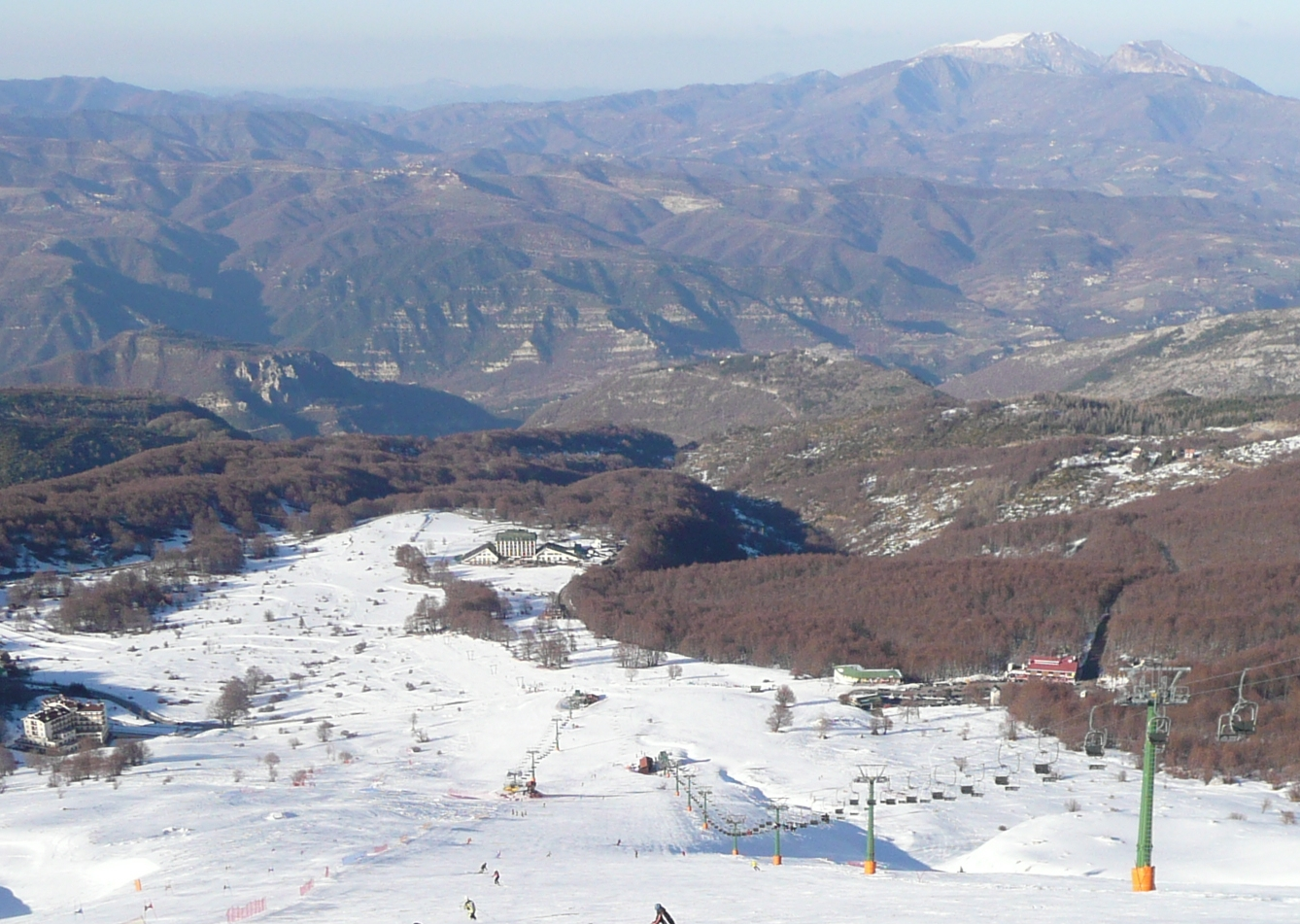
La pista di discesa del "Pilone" e sullo sfondo i Monti Gemelli

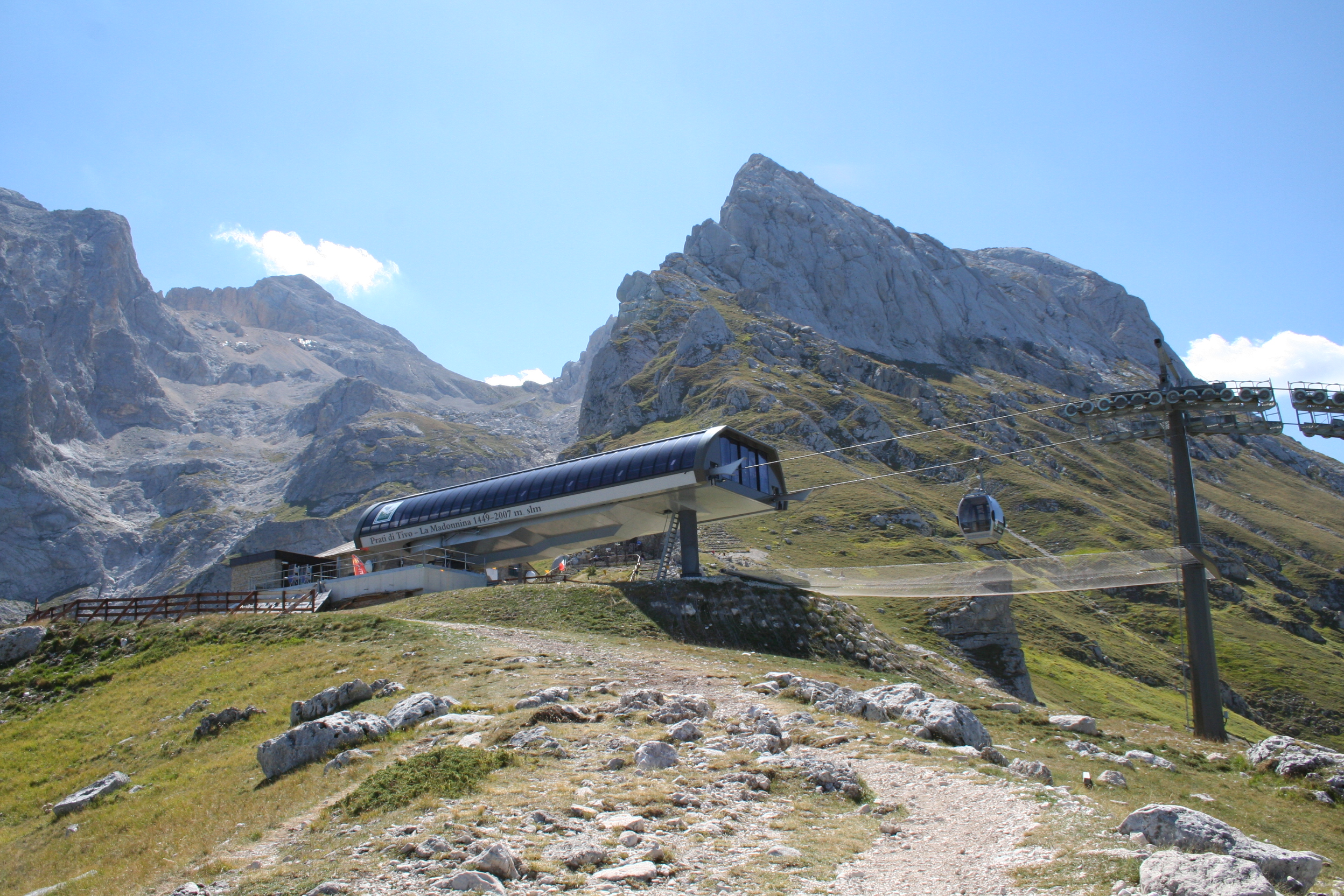
Arrivo della Cabinovia "La Madonnina" (2020m s.l.m.)

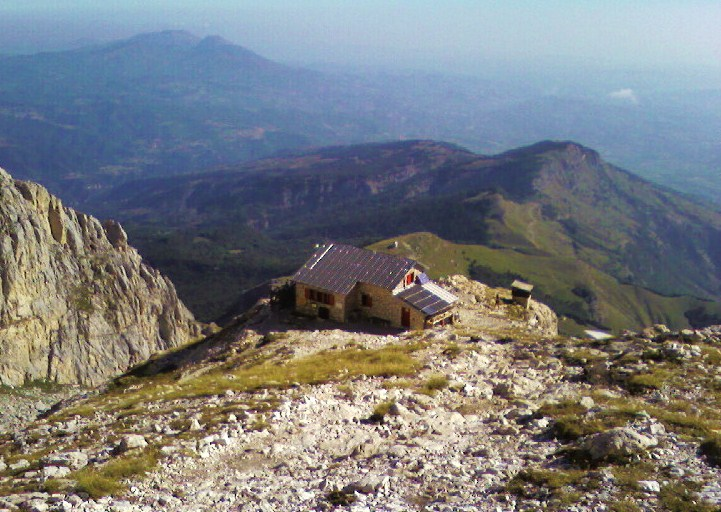
Il Rifugio Carlo Franchetti

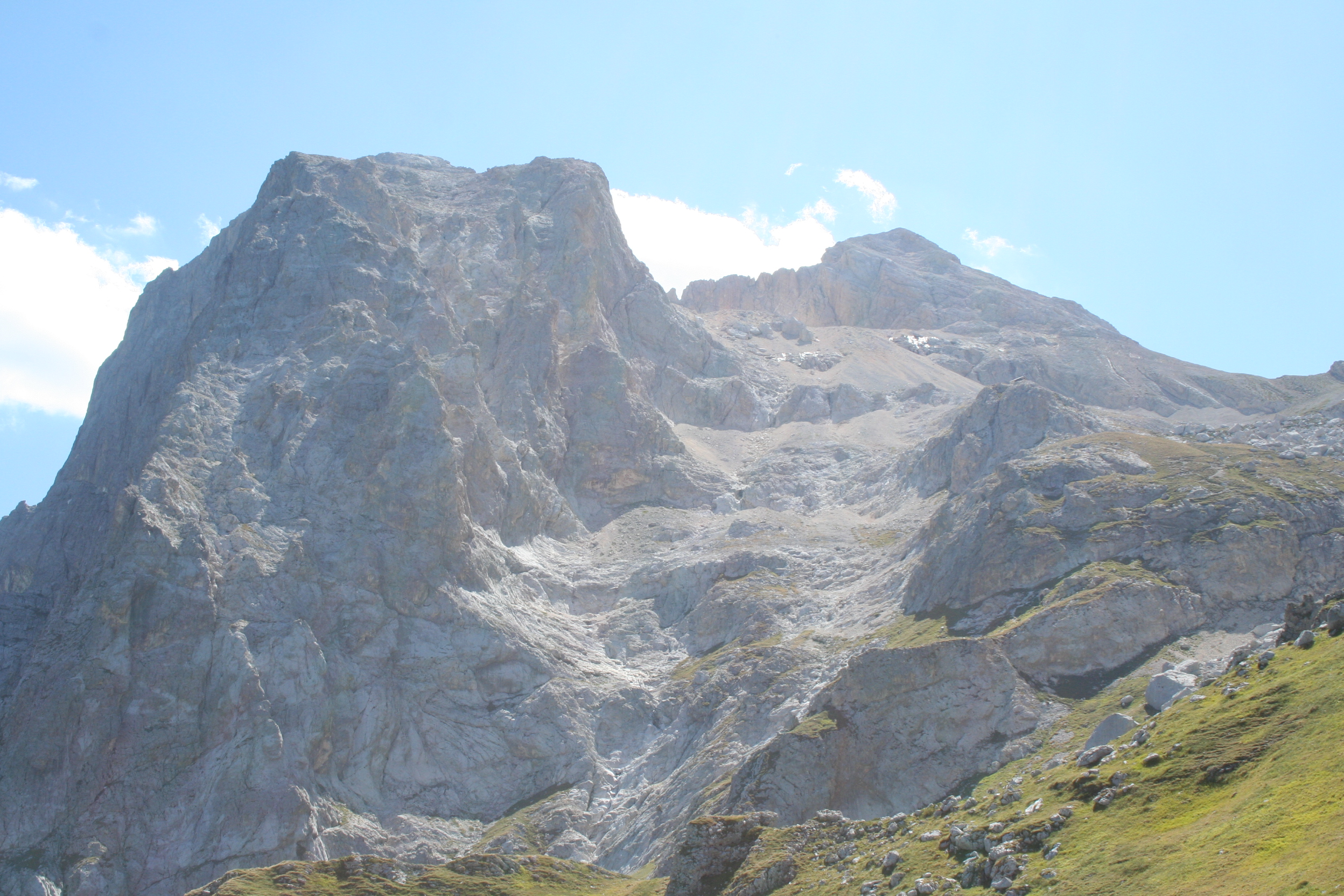
Il complesso del Corno Grande dal Vallone delle Cornacchie

## Turismo
Il luogo è meta di turisti e sportivi durante tutto l'anno avendo un buon apparato ricettivo di strutture alberghiere e di appartamenti. Costituisce, insieme a Prato Selva, nel Comune di Fano Adriano, la principale località di turismo montano del versante teramano del Gran Sasso.

### Sci
In inverno è frequentato per i suoi impianti sciistici che comprendono piste da sci da discesa e relativi impianti di risalita. Ai piedi del versante settentrionale del Corno Piccolo, accessibili dal piazzale Carlo Amorocchi, sono dislocate le piste da sci e i relativi impianti di risalita, quali:
- "La Madonnina" - Seggiovia monoposto in servizio dagli anni 1950 fino all'estate 2008, sostituita da un impianto misto di seggiovia quadriposto e cabinovia ad otto posti ad agganciamento automatico, inaugurato il 20 dicembre 2009 con portata massima oraria di 1.800 persone su un dislivello di 600 metri, fino a quota 2.050 m.
- "Prati di Tivo" - seggiovia quadriposto ad agganciamento fisso, lunga 450 metri, con portata di 2.185 persone l'ora fino a quota 1.550 metri, su un dislivello di 110 metri, difficoltà pista: rossa/azzurra;
- "Pilone di mezzo" - seggiovia biposto ad agganciamento fisso, lunga 910 metri, con portata di 1.198 persone l'ora fino a quota 1.810 metri, su un dislivello di 320 metri, difficoltà: rossa;
- "Jolly" - doppio skilift, lungo 293 metri, con portata di 720 persone l'ora fino a quota 1.440 metri, su un dislivello di 45 metri, difficoltà: azzurra/campo scuola.

È presente anche una pista per lo sci da fondo, uno snowpark e un servizio skibus per raggiungere Prati di Tivo.

### Escursionismo e alpinismo
In estate la località offre diverse possibilità per la pratica del trekking e dell'alpinismo con ascensioni con diverso grado di difficoltà, difficoltose arrampicate su roccia o semplici camminate nei boschi di faggio.
Sul fronte alpinistico Prati di Tivo è il luogo di partenza per molte delle ascensioni al Corno Piccolo e per le vette orientali e centrali del Corno Grande nei loro versanti nord-orientali attraverso il Vallone delle Cornacchie.

## Ciclismo
La località ha ospitato due volte l'arrivo di tappa del Giro d'Italia:
| Edizione         | Tappa | Percorso                | km  | Vincitore di tappa |
| ---------------- | ----- | ----------------------- | --- | ------------------ |
| 1975 (19 maggio) | 3ª    | Ancona > Prati di Tivo  | 175 | Giovanni Battaglin |
| 2024 (11 maggio) | 8ª    | Spoleto > Prati di Tivo | 152 | Tadej Pogačar      |

Inoltre ha più volte ospitato l'arrivo di tappa della Tirreno-Adriatico. La salita che la caratterizza, di media lunghezza e difficoltà, è lunga 14,5 km per un dislivello di 1026m con pendenza media del 7% e massima del 12% passando per Pietracamela. Proseguendo oltre Prati di Tivo è possibile raggiungere Cima Alta (1705 m s.l.m.) con fondo sterrato nell'ultimo tratto.

## Cinematografia
Nel 1981 alcune scene del film La maestra di sci, vengono girate ai Prati di Tivo, adducendola come fantomatica location alpina.